# رایچوتسه
رایچوتسه (به صربی: Rajčevce) یک منطقهٔ مسکونی در صربستان است که در ترگوویشته واقع شده‌است. رایچوتسه ۱۱ نفر جمعیت دارد.